# Koshu (Yamanashi)
Koshu (Japans: 甲州市, Kōshū-shi) is een Japanse stad in de prefectuur  Yamanashi. In 2014 telde de stad 32.163 inwoners. De stad staat bekend om zijn druiven en wijnen. 

## Geschiedenis
Op 1 november 2005 werd Koshu benoemd tot stad (shi). De stad ontstond die dag door het samenvoegen van Enzan (塩山市), Katsunuma (勝沼町) en Yamato (大和村).

## Partnersteden
- Futtsu, Japan sinds 1977
- Ames, Verenigde Staten sinds 1993
- Beaune, Frankrijk sinds 1976
- Turpan, China sinds 2000

Steden:
Chuo · Fuefuki · Fujiyoshida · Hokuto · Kai · Kofu (hoofdstad) · Koshu · Minami-Alps · Nirasaki · Otsuki · Tsuru · Uenohara · Yamanashi

Districten:
Kitatsuru · Minamikoma · Minamitsuru · Nishiyatsushiro · Nakakoma
Gemeenten per district